# Libavské Údolí
Libavské Údolí (in tedesco Liebauthal) è un comune della Repubblica Ceca facente parte del distretto di Sokolov, nella regione di Karlovy Vary.